# Eucinetidae
Eucinetidae je čeleď brouků z nadčeledi Scirtoidea. Čeleď má jenom 37 druhů v 9 rodech, avšak jsou celosvětově rozšířeni.

## Popis
Dospělci (imaga) jsou eliptického tvaru, délky těla od 0,8 do 4,0 mm, černé nebo hnědé barvy. Hlava je malá a ohnutá směrem dolů.
Brouci čeledi Eucinetidae žijí v detritu nebo houbami pokryté kůře stromů, kde jak imaga tak larvy žijí na různých druzích hub.

## Poznámka
Rody jentozkus a tohlezkus pojmenoval v Ženěvě působící entomolog Stanislav Vít 